# Bộ Lý (里)
Bộ Lý, bộ thứ 166 có nghĩa là "dặm" hoặc "làng" là 1 trong 20 bộ có 7 nét trong số 214 bộ thủ Khang Hy.
Trong Từ điển Khang Hy có 14 chữ (trong số hơn 40.000) được tìm thấy chứa bộ này.

## Tự hình Bộ Lý (里)

Kim văn
Tiểu triện

## Chữ thuộc Bộ Lý (里)
| Số nét bổ sung | Chữ       |
| -------------- | --------- |
| 0              | 里/lý/    |
| 2              | 重/trọng/ |
| 4              | 野/dã/    |
| 5              | 量/lương/ |
| 11             | 釐/hy/    |